# 生活
生活，广义上讲是人類為活著而做出的一切行為。

## 社会生活
社会生活是日常生活、都市生活、政治生活、文化生活、艺术生活、宗教生活的總稱。社会生活是一个整体，各行各业的工作，对社会来说是不可缺少的。任何职业都关系着社会的发展，都有存在的價值與意義。

## 生活的意義
不同人對生活的意義有不同的看法，取決於個人的思想、愛好等。
歷史學家呂思勉認為，人生在世，除掉極庸碌之輩，總有一個志願。:135志願而做到，就是成功、快樂。:135志願而做不到，看似失敗，然而自己心力已盡，也覺得無所愧怍，也是快樂。:135志願各人不同，似乎很難比較。:135然而其人物愈大，則其志願愈大，為人成分愈多，自為成分愈少，則是一定不移。:135哪有蓋世英雄之志願只為自己為子孫；說此話正見他自己是個小人，所以燕雀不知鴻鵠之志。:135

## 相關書籍
- 《生活雜誌》：美国图画杂志。